# Руська (пункт контролю)
47°54′42″ пн. ш. 25°15′42″ сх. д. / 47.91167° пн. ш. 25.26167° сх. д.
Ру́ська — пункт пропуску через державний кордон України на кордоні з Румунією.
Розташований у Чернівецькій області, Путильський район, поблизу однойменного села на автошляху Т 2609. З румунського боку розташований пункт пропуску «Улма» неподалік від села Ульма, повіт Сучава, на автошляху 209G в напрямку Верхнього Вікова.
Вид пункту пропуску — автомобільний, пішохідний. Статус пункту пропуску — місцевий з 9.00 до 18.00 (крім четверга та неділі).
Характер перевезень — пасажирський.
Судячи із відсутності даних на сайті МОЗ, пункт пропуску «Руська» може здійснювати лише радіологічний, митний та прикордонний контроль.
Пункт пропуску «Руська» входить до складу митного посту «Вадул-Сірет» Чернівецької обласної митниці. Код пункту пропуску — 40802 06 00 (31).